# Omoloj
Omoloj (rusky Омолой, jakutsky Омолой) je řeka v Jakutské republice v Rusku. Je 593 km dlouhá. Povodí má rozlohu 38 900 km².

## Průběh toku
Pramení na Sijetinděnském hřbetě, který náleží do systému Verchojanského hřbetu. Teče na sever podél hřbetu Kular. Na dolním toku protéká nížinou a je členitá. Ústí estuárem do zátoky Sytygan-Tala, jež je součástí Buorchajské zátoky v moři Laptěvů.

### Přítoky
- zprava – Ulachan-Kjuegjuljur
- zleva – Buchuruk, Ulachan-Baky, Kuranach-Jurjach, Arga-Jurjach

## Vodní stav
Zdrojem vody jsou sněhové a dešťové srážky. Zamrzá v říjnu a rozmrzá na začátku června. Na horním toku řeky a také na jejích přítocích se nacházejí velká náledí (наледь).

## Využití
Řeka je bohatá na ryby, v ústí se loví síh omul.